# Ингибиторы интегразы
Ингибиторы интегразы (ИИ) представляют собой класс антиретровирусных препаратов, предназначенных для блокирования действия интегразы, вирусного фермента, который вставляет вирусный геном в ДНК клетки-хозяина. 
Поскольку интеграция является жизненно важным этапом репликации ретровирусов, ее блокирование может остановить дальнейшее распространение вируса. Ингибиторы интегразы первоначально были разработаны для лечения ВИЧ-инфекции, но были применены к другим ретровирусам. Класс ингибиторов интегразы, называемых ингибиторами переноса цепи интегразы (INSTIs), широко используется в медицине. Другие классы, такие как ингибиторы связывания интегразы (INBIs), все еще экспериментальны.
Разработка ингибиторов интегразы привела к первому одобрению этого класса Управлением по санитарному надзору за качеством пищевых продуктов и медикаментов США (FDA) 12 октября 2007 года для ралтегравира (торговая марка Isentress). Опубликованные в то время исследования подтвердили вывод о том, что «ралтегравир плюс оптимизированная фоновая терапия обеспечивают лучшее подавление вируса, чем оптимизированная фоновая терапия в течение по крайней мере 48 недель».
Поскольку ингибиторы интегразы нацелены на определенный этап жизненного цикла ретровирусов, их можно принимать в сочетании с другими типами препаратов против ВИЧ, чтобы минимизировать адаптацию вируса. Они также полезны в терапии спасения пациентов, чей вирус мутировал и приобрел устойчивость к другим лекарствам.

## Используемые и разрабатываемые препараты

### Используемые в настоящее время
- Ралтегравир, торговая марка Isentress, разработанный фармацевтической компанией «Мерк и Ко», был первым INSTI, одобренным FDA в октябре 2007 года. В настоящее время доступны две формы ралтегравира: таблетки по 400 мг (одна таблетка дважды в день) и таблетки по 600 мг (две таблетки один раз в сутки).
- 27 августа 2012 года, после успешного клинического испытания фазы 3[4], Элвитегравир (торговая марка Vitekta), лицензированный Gilead Sciences от Japan Tobacco, был одобрен FDA для использования у взрослых пациентов, впервые начинающие лечение ВИЧ в составе комбинации фиксированных доз эмтрицитабина и тенофовир дизопроксила (Stribild). Элвитегравир – низкомолекулярный, высокоселективный ингибитор интегразы, который имеет общую структуру с хинолоновыми антибиотиками. Аналогичная комбинация фиксированных доз, содержащая тенофовир алафенамид вместо тенофовира дизопроксила, предлагается под торговой маркой Genvoya. В каждом случае элвитегравир назначается вместе с «бустером» кобицистатом (также входит в состав фиксированных комбинаций препаратов Stribild и Genvoya). Усиление элвитегравира кобицистатом аналогично усилению ингибиторов протеазы ритонавиром.
- Долутегравир, торговая марка Tivicay, лицензированный фармацевтической компанией ViiV Healthcare, был одобрен FDA в 2013 году и недавно получил европейское одобрение в январе 2014 года. Долутегравир продается в виде таблеток по 50 мг (прием один или два раза в день) в составе комбинированной АРВТ-терапии вместе с двумя NRTIs. Одной дозы в день часто бывает достаточно, хотя в случаях вирусной резистентности рекомендуется ежедневный режим приема двух доз, принимаемый вместе с пищей, для дальнейшего повышения биодоступности. Фиксированная комбинированная терапия долутегравиром с NRTIs абакавиром и ламивудином доступна под торговой маркой Triumeq и представляет собой полную схему АРВТ в виде одной таблетки один раз в день.
- Биктегравир, известный как GS-9883, был предложен компанией Gilead Sciences. Комбинированный препарат биктегравир / эмтрицитабин / тенофовир алафенамид (Biktarvy), производимый Gilead Sciences, был одобрен для использования в Соединенных Штатах в 2018 году[5].
- Каботегравир, разработанный ViiV Healthcare, был одобрен FDA в январе 2021 года в сочетании с рилпивирином в качестве инъекции раз в месяц для лечения ВИЧ.

### В разработке
- BI 224436
- MK-2048 – ингибитор интегразы второго поколения, который, по-видимому, имеет продолжительность действия до четырех раз дольше, чем ралтегравир.